# Fundacja Rozwoju Obrotu Bezgotówkowego
Fundacja Rozwoju Obrotu Bezgotówkowego (FROB) została powołana do życia w listopadzie 2011 roku przez Izbę Gospodarczą Hotelarstwa Polskiego, przy wsparciu Polskiej Organizacji Przemysłu i Handlu Naftowego, Polskiej Organizacji Handlu i Dystrybucji oraz Polskiej Izby Paliw Płynnych. Obecnie organizacja zrzesza ponad 1500 przedsiębiorców z całej Polski.
Głównym celem FROB jest działanie na rzecz zrównoważonego rozwoju obrotu bezgotówkowego, w pierwszej kolejności poprzez obniżenie opłaty interchange (IF). Wypadkową działalności Fundacji jest zwiększenie dostępności dla konsumentów miejsc, w których będą mogli zapłacić kartą oraz ograniczenie liczby sklepów, w których płatność kartą jest możliwa dopiero od określonego poziomu (np. 10 zł). W latach 2003–2010 liczba transakcji kartowych wzrosła o 550%, przy czym liczba akceptantów kart o 175%.
Kluczowymi adresatami działań Fundacji są: przedsiębiorcy (akceptanci kart) i zrzeszające ich organizacje, administracja rządowa, instytucje nadzoru finansowego, Sejm i Senat RP, organizacje płatnicze, banki i agenci rozliczeniowi oraz konsumenci (organizacje konsumenckie).

## Zarys problemu
Kluczowym celem działania FROB jest w pierwszej kolejności doprowadzenie do obniżenia opłaty interchange, czyli prowizji, którą akceptujący kartę płatniczą – sklep, zakład usługowy czy stacja benzynowa – oddają do banku, który daną kartę wystawił. Poza opłatami interchange akceptant ponosi koszt opłat systemowych oraz marży agenta rozliczeniowego.

### Dotychczasowa działalność
FROB jest pierwszą organizacją w Polsce reprezentującą przedsiębiorców, która tak aktywnie włączyła się w szeroką debatę publiczną na temat negatywnego wpływu wysokich opłat interchange na działalność właścicieli punktów handlowo-usługowych.
Przedstawiciele FROB uczestniczyli w pracach Zespołu Roboczego ds. Opłaty Interchange (ZRIF), obradującego przy Narodowym Banku Polskim. W jego skład weszli również przedstawiciele akceptantów, banków, agentów rozliczeniowych, organizacji płatniczej Visa, Ministerstwa Finansów, Narodowego Banku Polskiego, Komisji Nadzoru Finansowego, Urzędu Ochrony Konkurencji i Konsumentów, Związku Banków Polskich i organizacji konsumenckich. Udziału w dyskusji na temat zrównoważonego rozwoju rynku kartowego odmówiła organizacja MasterCard.
Zespół formalnie zakończył prace 30 marca 2012 r. przedstawiając Radzie ds. Systemu Płatniczego wypracowany Raport w wersji 3.0, którego częścią był „Program redukcji opłat kartowych w Polsce”. Jego główne założenia dotyczyły sukcesywnego obniżania w najbliższych latach poziomu opłaty IF oraz zobowiązania poszczególnych uczestników rynku do rozwoju i promocji obrotu bezgotówkowego. Raport zawierał również informacje o możliwych do podjęcia działaniach alternatywnych, w tym m.in.: regulacji ustawowej oraz wsparcia dla budowy i funkcjonowania systemu alternatywnego.
W połowie maja 2012 r. organizacja płatnicza Visa zadeklarowała przystąpienie do porozumienia pod warunkiem uczynienia tego samego przez MasterCard.
1 czerwca 2012 r. spółka MasterCard poinformowała, że nie przystąpi do porozumienia. Organizacja zadeklarowała, że od 1 stycznia 2013 r. obniży opłaty kartowe w sposób deklaratywny, jednostronny i selektywny (deklaracja dotyczy jedynie części kart wydawanych przez MasterCard). 
W związku z brakiem pozytywnej decyzji MasterCard nie było możliwe zawarcie porozumienia według koncepcji zawartej w ramach kompromisu wypracowywanego pod auspicjami NBP.
18 czerwca 2012 r. Fundacja Rozwoju Obrotu Bezgotówkowego kontynuując walkę o obniżenie opłat kartowych, jako pierwszy podmiot, przekazała do Ministerstwa Finansów, NBP i KNF, projekt zapisów regulujących kwestię opłaty interchange w drodze nowelizacji Ustawy o usługach płatniczych. 
Główny postulat akceptantów dotyczył potrzeby regulacji kwestii opłaty interchange przez  Ministra Finansów, w tym wprowadzenie maksymalnego poziomu opłaty interchange, ustalonego przy uwzględnieniu zmiennych wskaźników ekonomicznych oraz zmiennych potrzeb rynku. Proponowana regulacja miała tym samym na celu ustanowienie ram prawnych gwarantujących: 
- Równowagę pomiędzy uczestnikami tego rynku,
- Przejrzystość współpracy funkcjonujących na nim podmiotów,
- Przejrzystość zasad ustalania wysokości opłaty interchange oraz wysokości marży agenta rozliczeniowego,
- Racjonalność i adekwatność ustalanych opłat

Kolejne projekty nowelizacji Ustawy o usługach płatniczych regulujące kwestię zawyżonych opłat kartowych zostały złożone w Sejmie RP przez przedstawicieli klubów: Polskiego Stronnictwa Ludowego, Solidarnej Polski, Prawa i Sprawiedliwości oraz Ruchu Palikota.
|  |  |